# 一畑電車1000系電車
一畑電車1000系電車（いちばたでんしゃ1000けいでんしゃ）は、一畑電車が2014年（平成26年）に導入した通勤型電車である。

## 概要
老朽化した3000系置き換えのため、東急1000系を譲り受けたものである。東急テクノシステムで中間車を先頭車に改造のうえ2014年（平成26年）に2本、2015年（平成27年）に1本が導入された。
一畑電車では5000系以来16年ぶりの新車両であり、「オールステンレス車体」「ワンハンドルマスコン」「シングルアームパンタグラフ」「VVVFインバータ制御」など、同社初の新機軸が数多く盛り込まれている。なお、東急1000系は他社からの引き合いも多く、置き換えに必要な数を確保できないことから、不足分は既存車の延命のほか、車両の新造で補うこととなり、7000系電車を自社発注にて開発、導入している。

### 車体
車体はビード補強付き軽量ステンレス製である。前面は中間車からの改造車であるため、種車の東急1000系の前面とは全く異なる形状となっており、左右対称の窓配置と中央部の貫通扉を模したデザインが特徴である。また、1003編成はライト類が角形から丸型に変更されたほか、前照灯はLEDに変更されている。非貫通型のため、連結運転時の通り抜けはできない。
スカートはスノープロウが付いた大きなものとなり、2編成の連結運行を考慮し、密着連結器と電気連結器を装備している。
行先表示器は前面・側面ともにLED式のものを搭載している。
入線時は各編成ともラッピングがされていない状態だったが、運行開始にあたり、1001編成と1002編成は投票で選ばれたデハニ50形をイメージしたオレンジに白帯のカラーのラッピングが、1003編成は外装に島根県のキャラクター「しまねっこ」を配した、「ご縁電車しまねっこ号Ⅱ」のラッピングが施された。
中央を除く側扉には半自動ドアボタンが設置されており、始発駅ならびに途中駅での長時間停車時にはこの側扉の半自動扱いを行う。

### 車内
全編成とも車内は基本的に東急時代と同様であるが、ワンマン運転とバリアフリーに対応して整理券発行機・運賃箱・車椅子スペース・ドアチャイム・液晶ディスプレイが新たに装備されている。

### 走行機器
基本的に東急時代と同様であるが、台車は東急9000系の廃車発生品に交換されており、同時に元デハ1450形は電装解除されてクハ1100形となっている。主電動機は種車と同じTKM-88形を搭載しているが、1M1Tの構成に変更されたため起動加速度は2.34km/h/sに低下している。

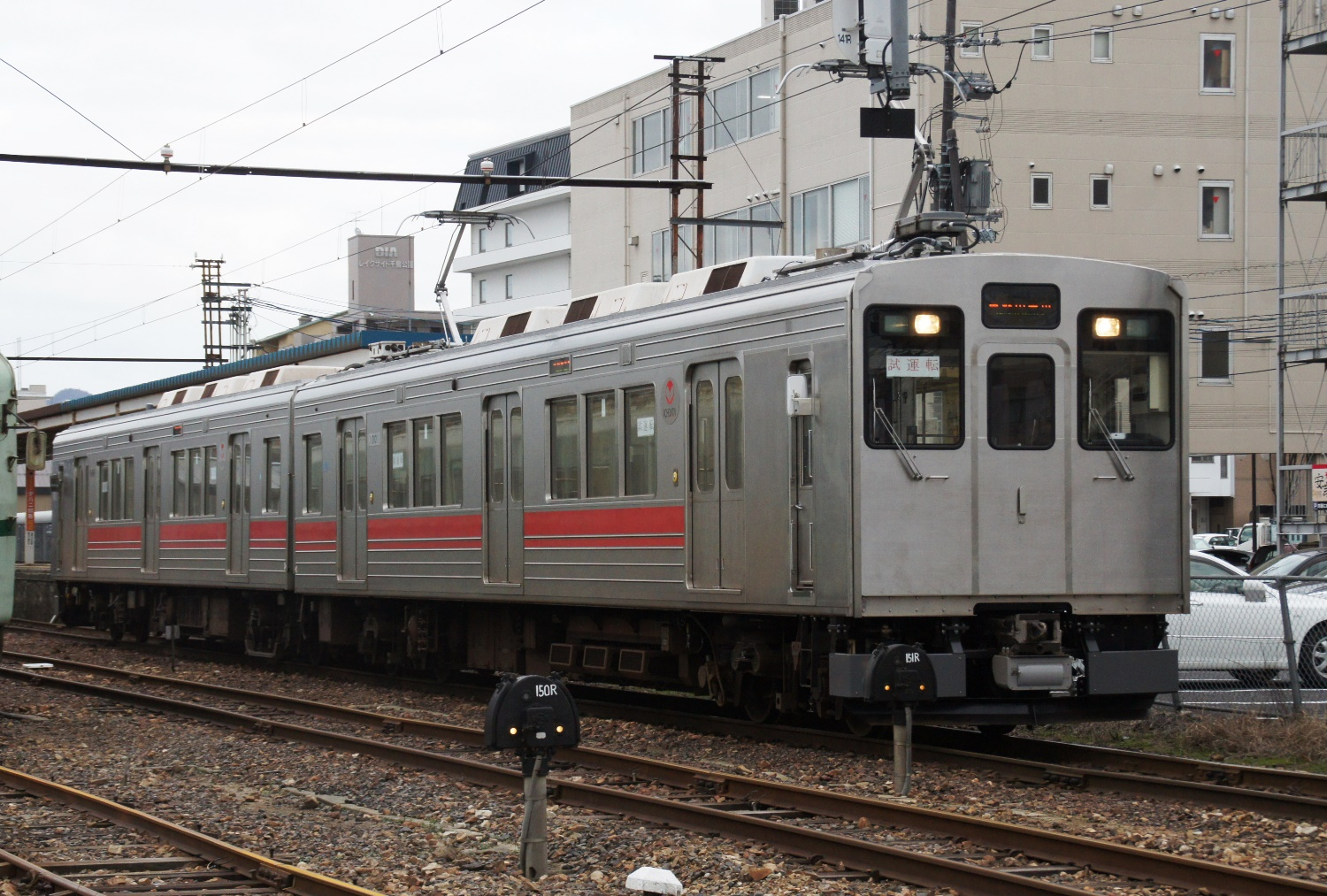
ラッピング前の試運転
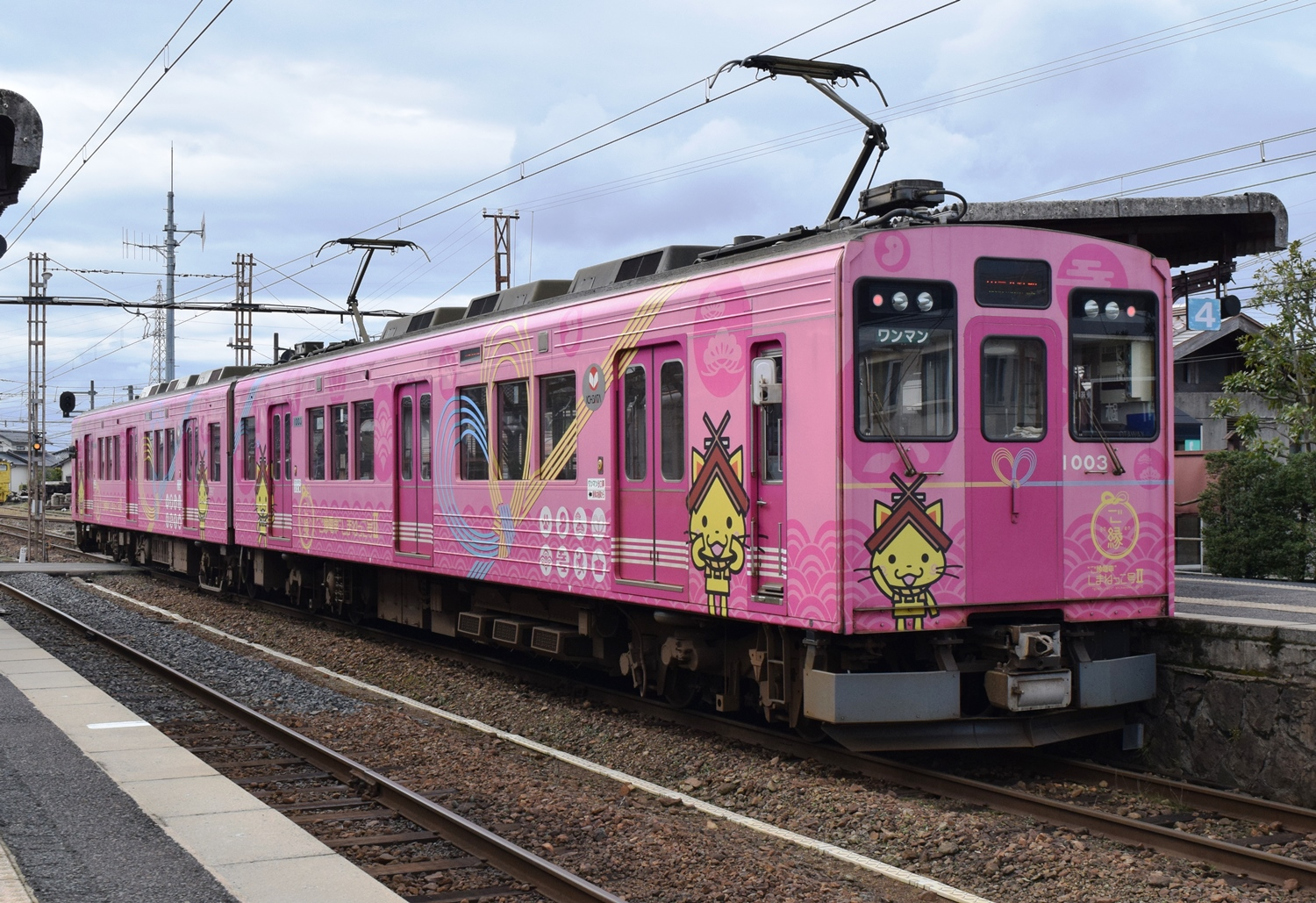
ご縁電車しまねっこ号Ⅱ
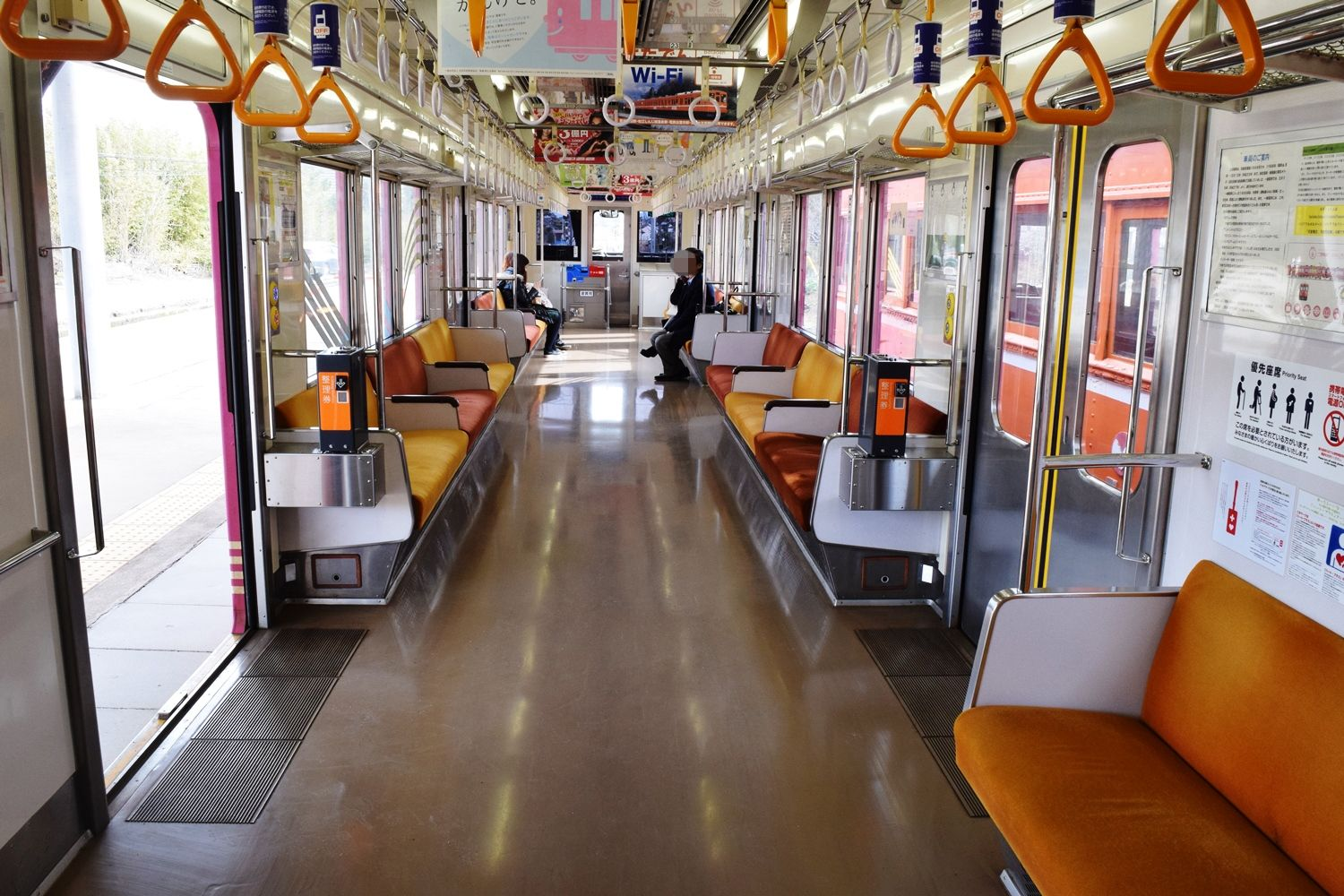
車内
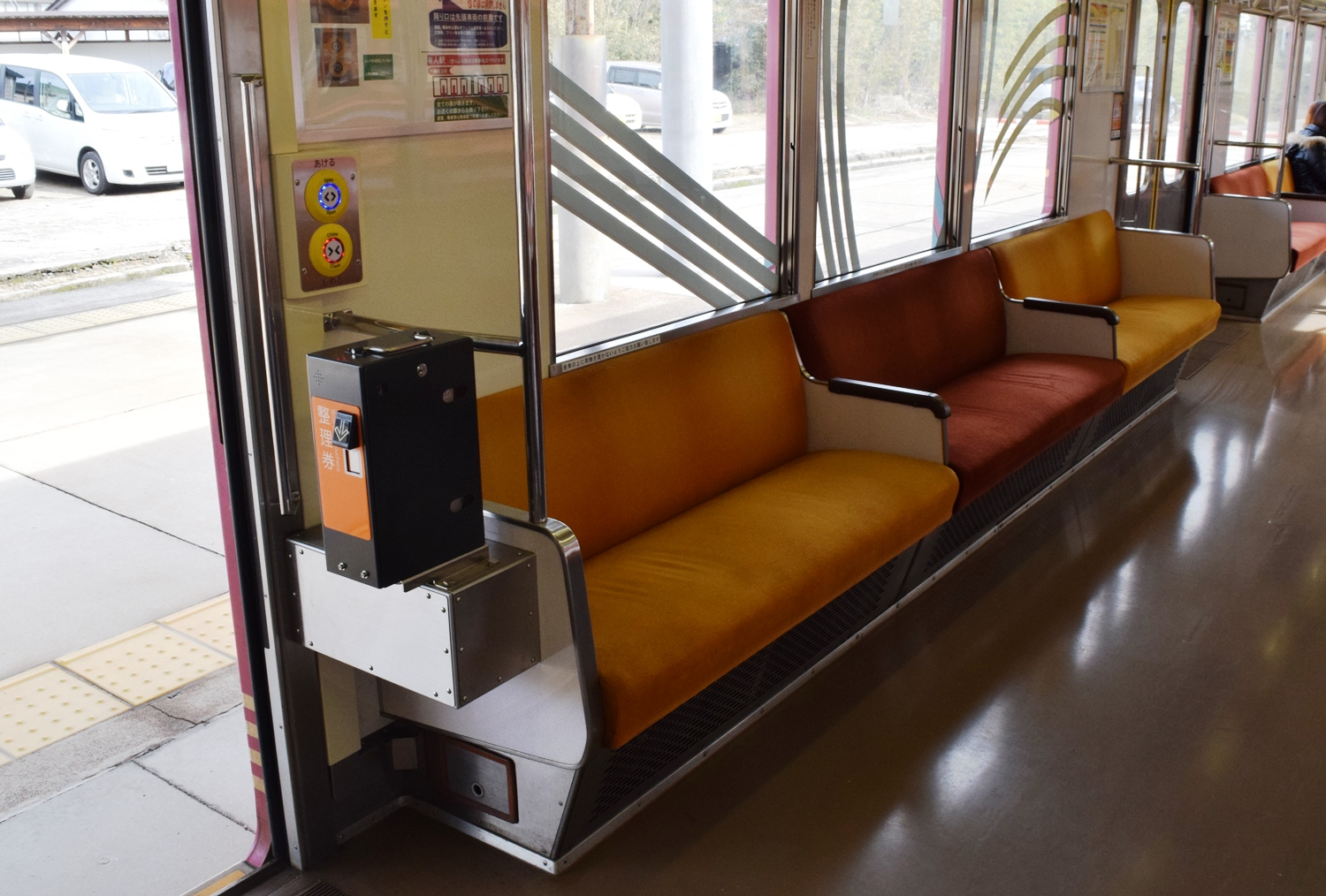
整理券発行機と半自動ドアボタン
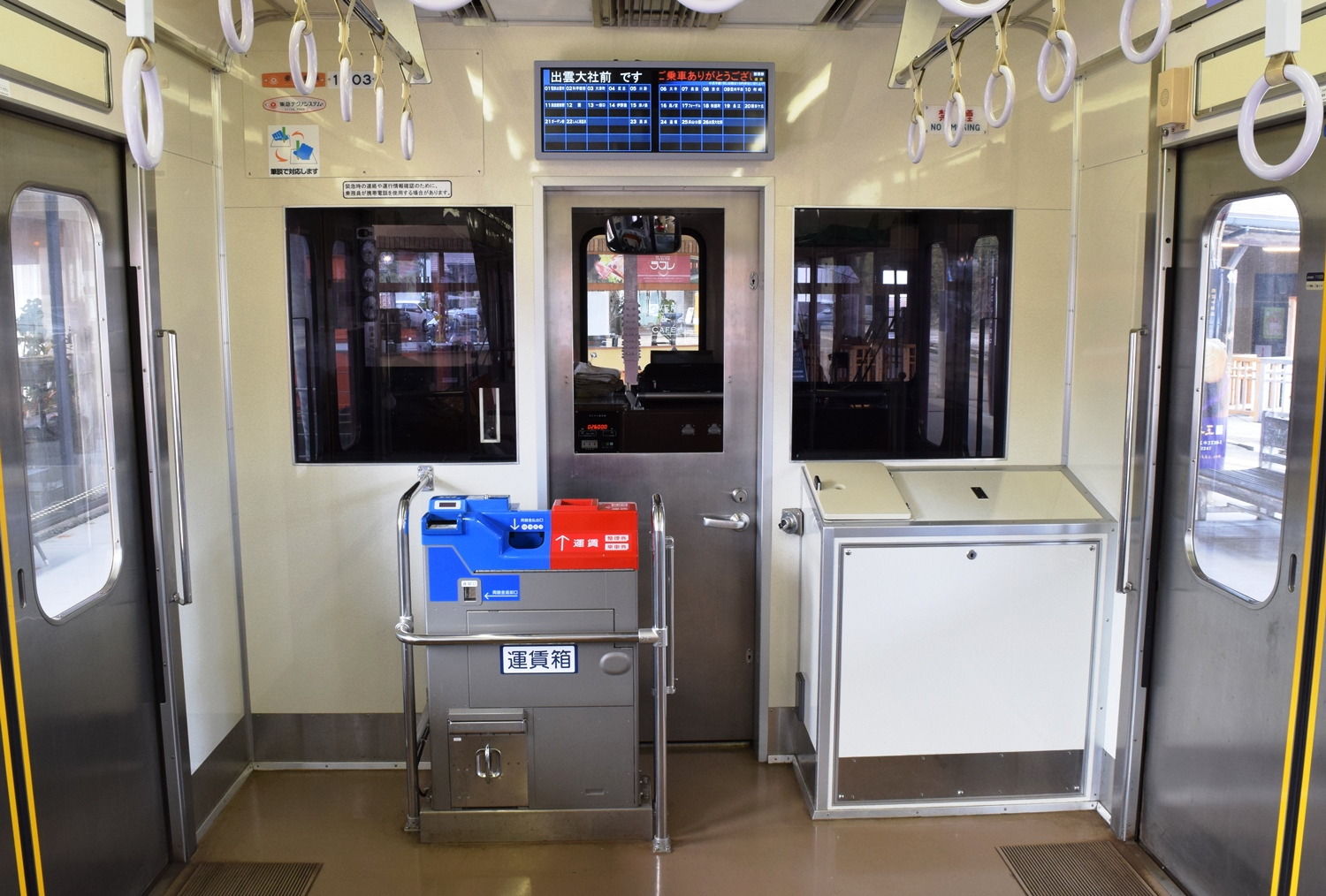
乗務員室
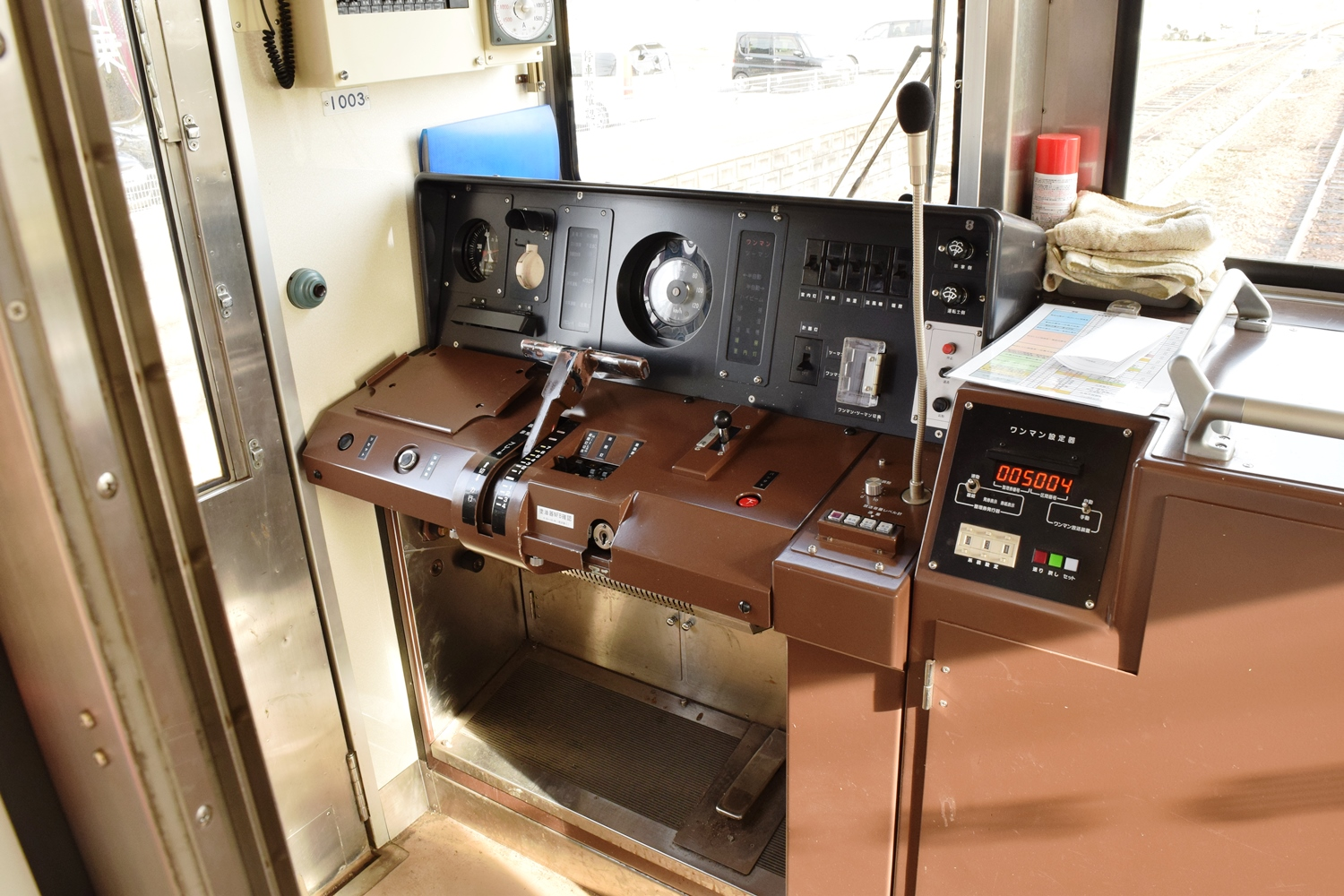
運転席
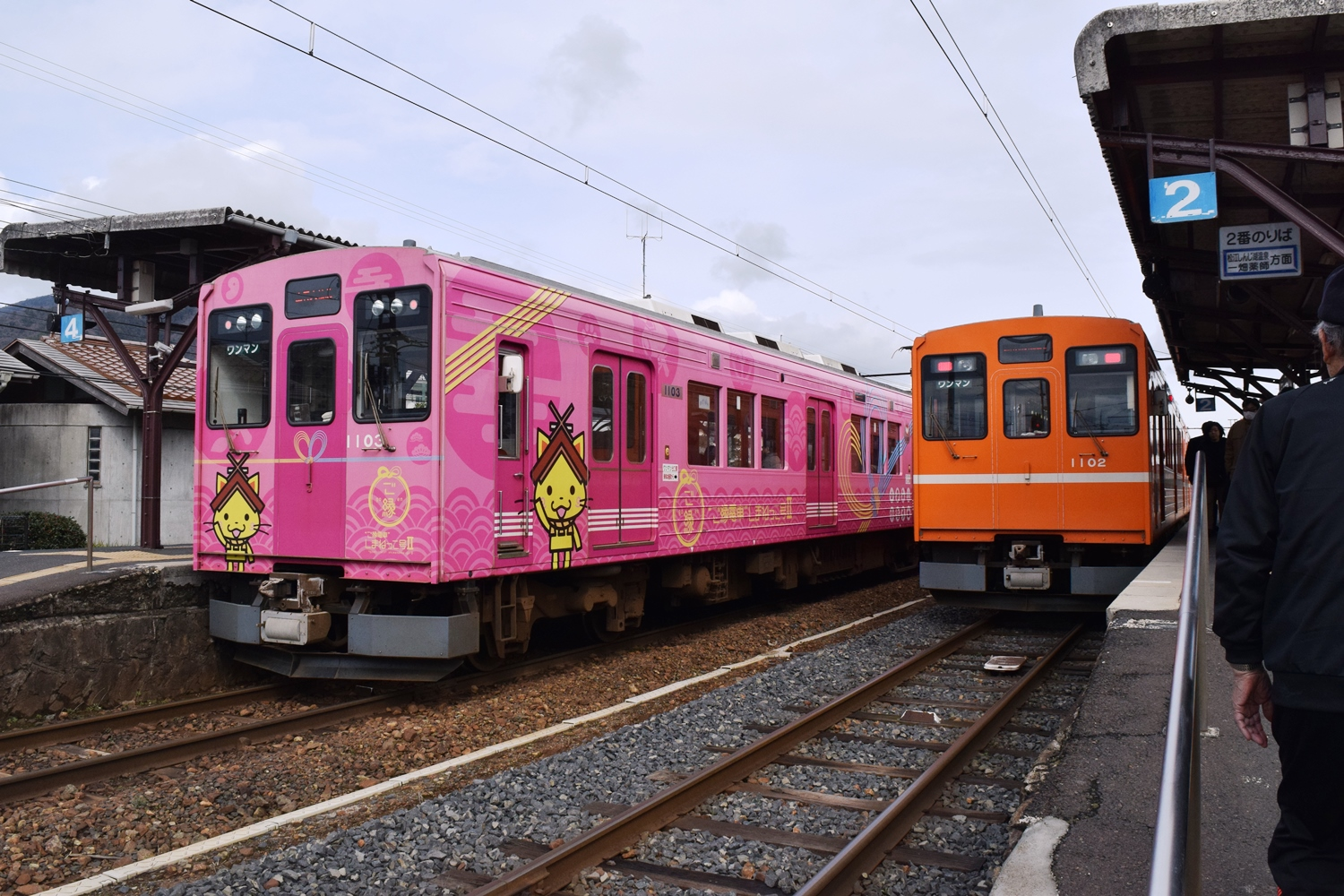
第3編成と第2編成 ライト形状が違う
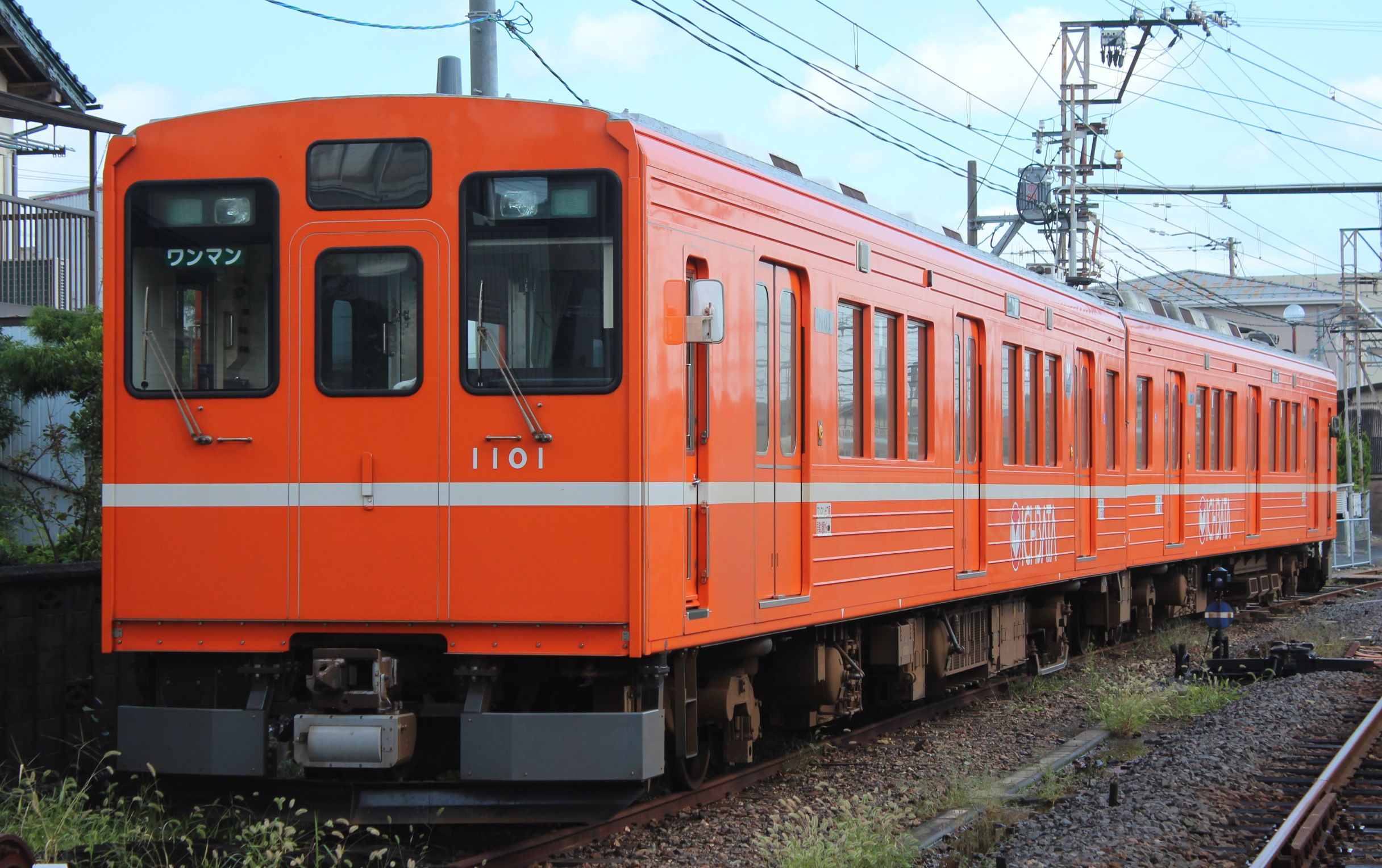
第1編成

## 運用
1001編成と1002編成は2015年2月8日から運用を開始した。北松江線・大社線の全区間で、主に普通列車の運用に就いている。
なお、より多くの乗客に利用してもらうため、試験的に2015年2月26日から3月27日までの間、2100系に代わり特急「スーパーライナー」に充当された。その後、2016年にも再びスーパーライナーの運用に就いている。
1003編成は2015年12月10日から運用を開始した。

## 車歴
| 車番              | 東急時代の旧番     | 製造年             |
| デハ1001-クハ1101 | デハ1405・デハ1455 | 1989年（平成元年） |
| デハ1002-クハ1102 | デハ1403・デハ1453 | 1989年（平成元年） |
| デハ1003-クハ1103 | デハ1407・デハ1457 | 1989年（平成元年） |